# Zunilito
Zunilito (diminutivo de Zunil) es un municipio del departamento de Suchitepéquez de la región sur-occidente de la República de Guatemala.

## Toponimia
Los primeros pobladores llegaron de un antiguo lugar que era llamado «Zunil Grande» que actualmente es Zunil. Cuando el volcán Zunil hizo erupción, los habitantes de Zunil escaparon del lugar y buscaron un nuevo lugar en donde vivir. Cuando llegaron al territorio de Zunilito que anteriormente fue un paraje de Zunil Grande, pudieron observar la imagen de Santa Catalina y luego les imploraron que protegiera a su pequeño pueblo diciendo «Protege a nuestro Zunilito». Fue allí en donde surgió el nombre de Zunilito, ya que significa «Zunil Chiquito».

## División política
El municipio cuenta con pocos centros poblados. Cuenta con un total de cinco cantones que son: Mi Tierra, San Juyup, San Antonio, Chità y San Lorencito.

## Demografía
El municipio tiene una población aproximada de 8372 habitantes según el censo de población del año 2018 con una densidad de 108 personas por kilómetro cuadrado. El municipio tiene una población mayoritariamente ladina con el 89 % mientras que la población indígena equivale al 11%, especialmente de la etnia K'iche' equivalente al 91%, la etnia kaqchikel equivale al 6% y otras como Q'anjob'al y Chalchiteka.

## Geografía física
El municipio de Zunilito tiene una extensión territorial de 78 km².

### Ubicación geográfica
Zunilito se encuentra a una distancia de 11 km de Mazatenango, la cabecera del departamento de Suchitepéquez, y a 172 km de la Ciudad de Guatemala. Sus colindancias son:
- Norte: Zunil, municipio del departamento de Quetzaltenango
- Este: Santa Catarina Ixtahuacán, municipio del departamento de Sololá
- Oeste: Pueblo Nuevo y San Francisco Zapotitlán, municipios del departamento de Suchitepéquez
- Sur: San Francisco Zapotitlán, del departamento de Suchitepéquez[5]

|                                              | Norte: Zunil                  |                                 |
| Oeste: Pueblo Nuevo San Francisco Zapotitlán |                               | Este: Santa Catarina Ixtahuacán |
|                                              | Sur: San Francisco Zapotitlán |                                 |

## Gobierno municipal
Los municipios se encuentran regulados en diversas leyes de la República, que establecen su forma de organización, lo relativo a la conformación de sus órganos administrativos y los tributos destinados para los mismos.  Aunque se trata de entidades autónomas, se encuentran sujetos a la legislación nacional y las principales leyes que los rigen desde 1985 son:
| N.º | Ley                                                | Descripción |
| --- | -------------------------------------------------- | --- |
| 1   | Constitución Política de la República de Guatemala | Tiene una regulación legal específica para los municipios en los artículos 253 al 262. |
| 2   | Ley Electoral y de Partidos Políticos              | Ley de carácter constitucional aplicable a los municipios en el tema de la conformación de sus autoridades electas. |
| 3   | Código Municipal                                   | Decreto 12-2002 del Congreso de la República de Guatemala. Tiene la categoría de ley ordinaria y contiene preceptos generales aplicables a todos los municipios, e inclusive contiene legislación referente a la creación de los municipios.             |
| 4   | Ley de Servicio Municipal                          | Decreto 1-87 del Congreso de la República de Guatemala. Regula las relaciones entra la municipalidad y los servidores públicos en materia laboral. Tiene su base constitucional en el artículo 262 de la constitución que ordena la emisión de la misma. |
| 5   | Ley General de Descentralización                   | Decreto 14-2002 del Congreso de la República de Guatemala. Regula el deber constitucional del Estado, y por ende del municipio, de promover y aplicar la descentralización y desconcentración económica y administrativa.                                |

El gobierno de los municipios está a cargo de un Concejo Municipal mientras que el código municipal —ley ordinaria que contiene disposiciones que se aplican a todos los municipios— establece que «el concejo municipal es el órgano colegiado superior de deliberación y de decisión de los asuntos municipales […] y tiene su sede en la circunscripción de la cabecera municipal»; el artículo 33 del mencionado código establece que «[le] corresponde con exclusividad al concejo municipal el ejercicio del gobierno del municipio».
El concejo municipal se integra con el alcalde, los síndicos y concejales, electos directamente por sufragio universal y secreto para un período de cuatro años, pudiendo ser reelectos.
Existen también las Alcaldías Auxiliares, los Comités Comunitarios de Desarrollo (COCODE), el Comité Municipal del Desarrollo (COMUDE), las asociaciones culturales y las comisiones de trabajo. Los alcaldes auxiliares son elegidos por las comunidades de acuerdo a sus principios y tradiciones, y se reúnen con el alcalde municipal el primer domingo de cada mes, mientras que los Comités Comunitarios de Desarrollo y el Comité Municipal de Desarrollo organizan y facilitan la participación de las comunidades priorizando necesidades y problemas.
Los alcaldes que ha habido en el municipio son:
- 2012-2016: Rudy Edelman[8]

## Historia

### Tras la Reforma Liberal
El municipio fue fundado oficialmente en 1876 y pasó a formar parte del departamento de Suchitepéquez. El 12 de junio de 1928 fue categorizado a municipio del departamento de Quetzaltenango. El 24 de enero de 1944 fue desintegrado del departamento de Quetzaltenango y pasó formar parte de su actual departamento Suchitepéquez.